# محو الأمية الوراثية
محو الأمية الوراثية هي منظمة غير ربحية أسسها ويديرها الصحفي الأمريكي جون إنتين، وتهدف المنظمة من خلال أنشطتها إلى تعزيز الوعي العام بالموضوعات العلمية ومناقشة علم الوراثة والتقنيات الحيوية والتطور ومحو الأمية العلمية.

## الموقع الإلكتروني للمنظمة
يقدم موقع المنظمة مقالات حول مواضيع تتعلق بالوراثة الغذائية والزراعية، بالإضافة إلى علم الوراثة البشري، كما أنه يجمع المقالات المنشورة من مختلف مصادر النشر الأخرى. وُصف موقع منظمة محو الأمية الوراثية في مقال نشرته صحيفة فاينانشيال تايمز بأنه مزود للمعلومات عن الجينوميات التي لا يمكن لعامة الناس الوصول إليها بسهولة.
نشرت منظمة محو الأمية الوراثية مقالات تتخذ مواقف معارضة لوضع بطاقات دلالية على منتجات الأغذية المعدلة وراثيًا. وكنتيجة لذلك، ظهرت مجموعة من مؤيدي وضع البطاقات على المنتجات الأغذية المعدلة جينيا حملت اسم "الولايات المتحدة من حقها أن تعرف"، وعلى ما يبدو أن المجموعة كانت ممولة من جمعية مستهلكي الأغذية العضوية.

## الجدل والانتقادات
أثارت منظمة محو الأمية الوراثية الكثير من الجدل حولها بعد أن نشرت سلسلة من المقالات في عام 2014 لدعم التقنيات الحيوية والمحاصيل المعدلة وراثيا وتشجيع العلماء على القيام بذلك من خلال شركة مونسانتو الأمريكية للكيماويات الزراعية والتقنيات الحيوة الحيوية الزراعية. نفت منظمة محو الأمية الوراثية بعد ذلك إن يكون مؤلفي هذه المقالات قد تلقوا أجرًا من شركة مونسانتو نظير مقالاتهم، وأكد جون إنتين رئيس المنظمة أنه يتمتع بالسيطرة الكاملة على عملية التحرير وأنه ليس هناك ما ينبغي أن يفصح عنه بهذا الشأن.